# Klaus Riede
Klaus Riede (* 4. März 1953) ist ein deutscher Biologe mit dem Spezialgebiet Entomologie und Tropenökologie. 

## Werdegang
Klaus Riede studierte Biologie mit den Schwerpunkten Zoologie, Tierphysiologie, Biokybernetik, Biomathematik und Angewandte Physik an der Universität Tübingen. 1982 legte er seine Dissertation zur Verhaltensökologie und zum Werbeverhalten der Roten Keulenschrecke
(Gomphocerus rufus) vor. 
Riede lehrte an den Universitäten Tübingen und Freiburg sowie zuletzt an der Rheinischen Friedrich-Wilhelms-Universität Bonn und forschte am Zoologischen Forschungsmuseum Alexander Koenig in Bonn.
Er entwickelte das Global Register of Migratory Species (GROMS), eine von der Bonner Konvention zum Schutz wandernder Tierarten unterstützte Datenbank mit Verbreitungskarten im GIS-Format.
Klaus Riede arbeitete an der UN-Organisation Intergovernmental Platform on Biodiversity and Ecosystem Services (IPBES), deren Sitz sich in Bonn befindet, mit.
Als Wissenschaftler im Ruhestand arbeitet Riede weiterhin zur Bioakustik, insbesondere bei Heuschrecken (Orthoptera) und deren Passive Acoustic Monitoring (PAM) und Acoustic Profiling. 

## Ehrungen
Mehrere Arten wurden nach ihm benannt: 
- Xomacris riederi Amédégnato & Poulain, 1986 (das Typusexemplar wurde von ihm 1983 in Ecuador gesammelt)
- die Pferdekopfschrecke (Proscopiidae) Paraproscopia riedei Bentos-Pereira, 2006
- die Dornschrecke Planotettix riedei Tumbrinck, 2014

## Publikationen
- Conservation and modern information technologies: The Global Register of Migratory Species (GROMS). Journal of International Wildlife Law and Policy, 2000, 3(2), S. 152–165 (ABSTRACT (englisch))
- Global Register of Migratory Species / Weltregister Wandernder Tierarten. Buch mit CD. Landwirtschaftsverlag, Münster 2001, ISBN 3-7843-3826-7 (englisch, deutsch).
- Ausführliche Publikationsliste mit Volltextzugriff